# Вильруа, Брут де
Брутус (Брут) де Вильруа (1794 — 1874) — французский инженер, конструктор подводных лодок. Разработал в 1862 году первую подводную лодку ВМС США «Аллигатор».

## Биография
Родился в 1794 году в городе Тур, Франция.
В 1832 году де Вильруа испытал в бухте Нуармутье свою подводную лодку, имеющую длину 10 футов 6 дюймов, высоту 27 дюймов и ширину 25 дюймов, которая весила около шести тонн. Лодка она была оснащена восемью фонарями на потолке, чтобы обеспечить освещение салона и рубки. Экипаж — три человека. В качестве движителя использовались три пары вёсел, управляемых ногами, и руль. Она также была оснащена люками с кожаными уплотнениями для того, чтобы сделать возможные манипуляции вне корпуса, небольшую балластную систему и 50-фунтовый якорь. После того, как подводная лодка была продемонстрирована, в 1837 году конструктор показал её представителям Нидерландов. Несколько раз он пытался продать её французскому флоту. Неоднократно погружался под воду и оставался там от 20 до 55 минут. Но комиссия Морского министерства Франции сочла его лодку неприемлемой для военных целей.
Брутус де Вильруа упоминается в 1842 году как профессор математики и черчения в колледже Сен-Донатьен в Нанте.
В 1856 году он эмигрировал в США, жил в Филадельфии, где был зафиксирован в переписи населения 1860 года. Первую здесь подводную лодку, на которой плавал по реке Делавэр, построил в 1861 году. Следующая подлодка, официально вошедшая в военно-морской флот США, называлась «Аллигатор» и была построена в 1862 году. Лодка была построена на верфи «Нэфи и Леви» (англ. Neafie & Levi) в течение полугода, хотя контракт предусматривал 40 дней, и обошлась в $14000. Длина «Аллигатора» составила 47 футов (14 м), высота — 6 футов (1,83 м), ширина — 4 фута и 6 дюймов (1,37 м). Она имела сигарообразную форму и состояла из 10 секций. Использовалась, главным образом, для выхода под воду водолазов, которые минировали надводные корабли или выполняли подводные работы.
В продолжении следующих лет конструктор предлагал свои лодки правительствам Франции и России, но они не были приняты. Де Вильруа остался в США, где умер в Филадельфии от хронического бронхита в 1874 году. Был похоронен рядом со своей женой Eulalie de Villeroi в мемориальном парке Роздейл города Бенсалем, штат Пенсильвания.